# (33831) 2000 EA98
2000 EA98 (asteroide 33831) é um asteroide da cintura principal. Possui uma excentricidade de 0.04483320 e uma inclinação de 23.84924º.
Este asteroide foi descoberto no dia 12 de março de 2000 por LINEAR em Socorro.